# Вариация множества
Вариация множества — число, характеризующее {\displaystyle k}-мерную протяженность множества в {\displaystyle n}-мерном евклидовом пространстве.
Нулевая вариация множества {\displaystyle V_{0}(E)} замкнутого ограниченного множества {\displaystyle E} — это число компонент этого множества.
Для простейшего случая плоскости вариация первого порядка {\displaystyle V_{1}(E)} называется линейной вариацией множества и представляет собой интеграл:
{\displaystyle V_{1}(E)=c\int \limits _{0}^{2\pi }\Phi (\alpha ,\;E)\,d\alpha }
от функции
{\displaystyle \Phi (\alpha ,\;E)=\int \limits _{\Pi _{\alpha }}V_{0}(E\cap \Pi _{\alpha ,\;z}^{\perp })\,dz,}
где интегрирование ведётся по прямой {\displaystyle \Pi _{\alpha }}, проходящей через начало координат;
{\displaystyle \alpha } — угол наклона {\displaystyle \Pi _{\alpha }} к фиксированной оси;
{\displaystyle \Pi _{\alpha ,\;z}^{\perp }} — прямая, перпендикулярная к {\displaystyle \Pi _{\alpha }} и пересекающая её в точке {\displaystyle z}.
Нормирующая константа {\displaystyle c} выбирается так, чтобы вариация {\displaystyle V_{1}(E)} отрезка {\displaystyle E} совпадала с его длиной. Для достаточно простых множеств, например, для спрямляемых кривых, вариация множества равна длине кривой. Для замкнутой области {\displaystyle E} со спрямляемой границей {\displaystyle \Gamma } линейная вариация множества {\displaystyle V_{1}(E)} равна половине длины {\displaystyle \Gamma }.
Вторая вариация множества (то есть порядка 2) есть двумерная мера множества {\displaystyle E}. При {\displaystyle k>2} {\displaystyle V_{k}(E)=0}.
Для {\displaystyle n}-мерного евклидова пространства вариацией {\displaystyle V_{i}(E)} порядка {\displaystyle i=0,\;1,\;\ldots ,\;n} ограниченного замкнутого множества {\displaystyle E} называется интеграл
{\displaystyle V_{k}(E)=\int \limits _{\Omega _{k}^{n}}V_{0}(E\cap \beta )\,d\mu _{\beta }}
от нулевой вариации пересечения {\displaystyle E} с {\displaystyle (n-k)}-мерной плоскостью {\displaystyle \beta } по пространству {\displaystyle \Omega _{k}^{n}} всех {\displaystyle (n-k)}-мерных плоскостей из {\displaystyle R_{n}}, с мерой Хаара {\displaystyle d\mu _{\beta }}, нормированной так, чтобы единичный {\displaystyle k}-мерный куб {\displaystyle J_{k}} имел вариацию множества {\displaystyle V_{k}(J_{k})=1}.
Вариация множества {\displaystyle V_{n}(E)} совпадает с {\displaystyle n}-мерной мерой Лебега множества {\displaystyle E}. Для выпуклых тел вариация множества при надлежащей нормировке совпадает со смешанными объемами Минковского.

## Свойства вариации множества
- Для {\displaystyle E\subset R_{n}\subset R_{n'}} вариация множества {\displaystyle V_{k}(E)} не зависит от того, вычисляется она для {\displaystyle E\subset R_{n}} или для {\displaystyle E\subset R_{n'}}.
- Для вариаций множеств справедлива следующая формула:

{\displaystyle \int \limits _{\Omega _{k}^{n}}V_{i}(E\cap \beta )\,d\mu _{\beta }=c(n,\;k,\;i)V_{k+i}(E),\quad k+i\leqslant n,}
где {\displaystyle c(n,\;k,\;i)} — нормирующая константа.
- Из {\displaystyle V_{i}(E)=0} следует, что {\displaystyle V_{i+1}(E)=0}.
- Для любой последовательности чисел {\displaystyle a_{0},\;a_{1},\;\ldots ,\;a_{n}}, где {\displaystyle a_{0}>0} — целое, {\displaystyle 0<a_{i}\leqslant \infty }, {\displaystyle i=1,\;2,\;\ldots ,\;n-1}; {\displaystyle a_{n}=0}, можно построить множество {\displaystyle E\subset R_{n}}, для которого {\displaystyle V_{i}(E)=a_{i}}, {\displaystyle i=0,\;l,\;2,\ldots ,\;n}. В этом выражается в некотором смысле независимость вариаций множества друг от друга.
- {\displaystyle V_{i}(E_{1}\cup E_{2})=V_{2}(E_{i})+V_{i}(E_{2})}, если {\displaystyle E_{1}} и {\displaystyle E_{2}} не пересекаются. В общем случае

{\displaystyle V_{i}(E_{1}\cup E_{2})\leqslant V_{2}(E_{i})+V_{i}(E_{2}).}
Для {\displaystyle i=0,\;2,\;\ldots ,\;n-1} вариации множества {\displaystyle V_{i}} не монотонны, то есть может оказаться, что {\displaystyle V_{i}(E_{1})<V_{i}(E_{2})} для {\displaystyle E_{1}\supset E_{2}}.
- Вариации множеств полунепрерывны, то есть если последовательность замкнутых ограниченных множеств {\displaystyle E_{k}} сходится (в смысле метрики уклонений) к множеству {\displaystyle E}, то

{\displaystyle V_{0}(E)\leqslant \varliminf _{k\to \infty }V_{0}(E_{n}).}
Если {\displaystyle V_{0}(E_{k})+\ldots +V_{i-1}(E_{k})} равномерно ограничены суммы, то
{\displaystyle V_{i}(E)\leqslant \varliminf _{k\to \infty }V_{i}(E_{n}),\quad i=1,\;2,\;\ldots ,\;n.}
- Вариация множества {\displaystyle V_{k}(E)} совпадает с {\displaystyle k}-мерной мерой Хаусдорфа множества {\displaystyle E}, если {\displaystyle V_{k+1}(E)=0}, а

{\displaystyle V_{0}(E)+V_{1}(E)+\ldots +V_{k}(E)<\infty .}
Эти условия выполняются, например, для дважды гладких многообразий.

## История
Понятие «вариация множества» возникло в связи с исследованием решений системы Коши — Римана и в окончательной формулировке принадлежит А. Г. Витушкину. Вариация множества является полезным аппаратом при решении некоторых задач анализа, в частности при изучении суперпозиций функций многих переменных, а также в вопросах аппроксимации.